# Comuna Lobaciv, Volodarka
Lobaciv (în ucraineană Лобачів) este o comună în raionul Volodarka, regiunea Kiev, Ucraina, formată din satele Lobaciv (reședința) și Nove Jîttea.

## Demografie
Componența lingvistică a comunei Lobaciv
     Ucraineană (96,49%)
     Rusă (3,2%)
     Alte limbi (0,1%)
Conform recensământului din 2001, majoritatea populației comunei Lobaciv era vorbitoare de ucraineană (96,49%), existând în minoritate și vorbitori de rusă (3,2%).